# Asphalte
Pour les articles homonymes, voir Asphalte (homonymie).

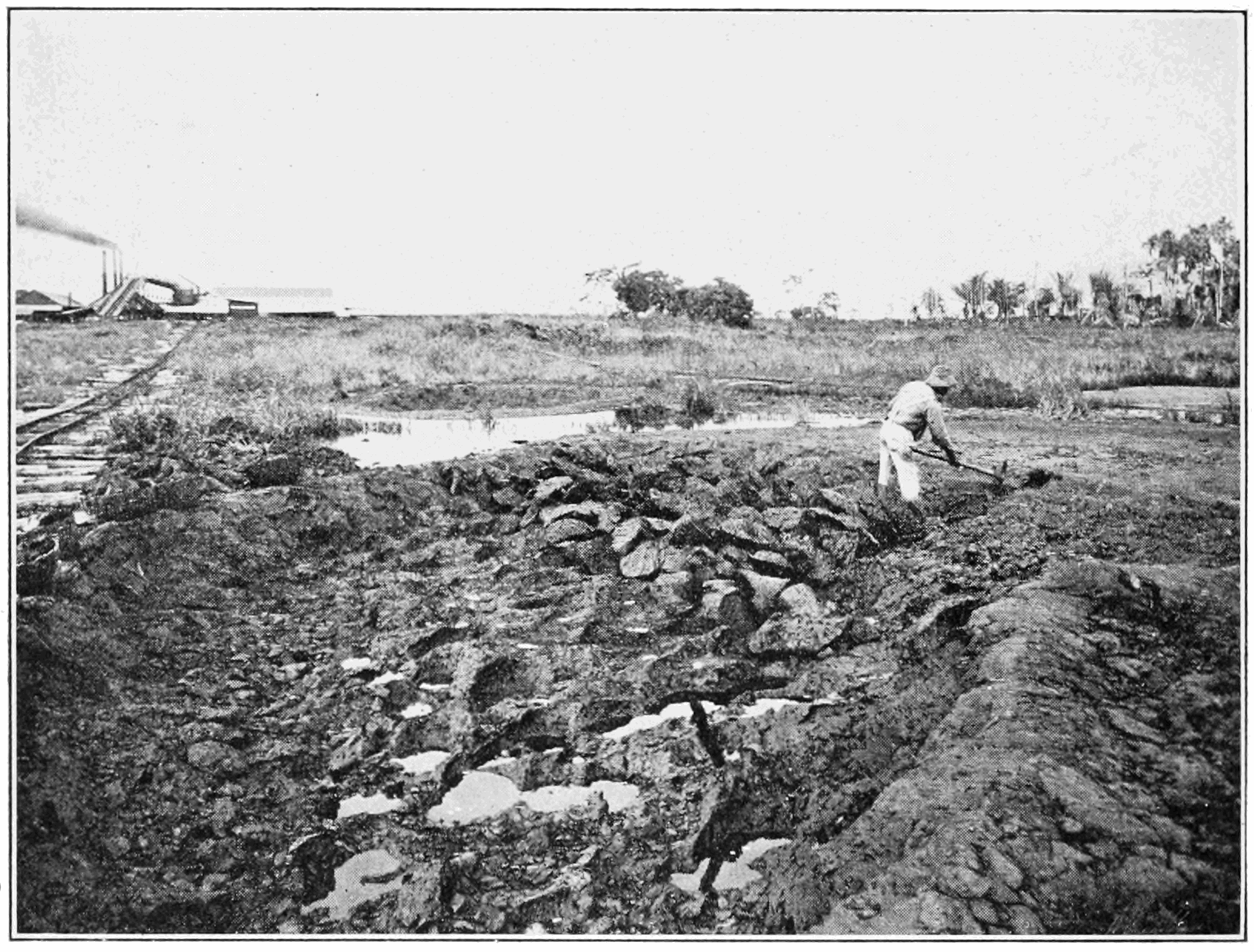
Jusqu'à la fin du XXe siècle, les asphaltes naturels étaient trop pâteux pour être exploités autrement qu'en carrière. Ici : Exploitation manuelle d'un gisement naturel d'asphalte Pitch Lake, Île de Trinidad, 1912). La raffinerie est visible au loin.

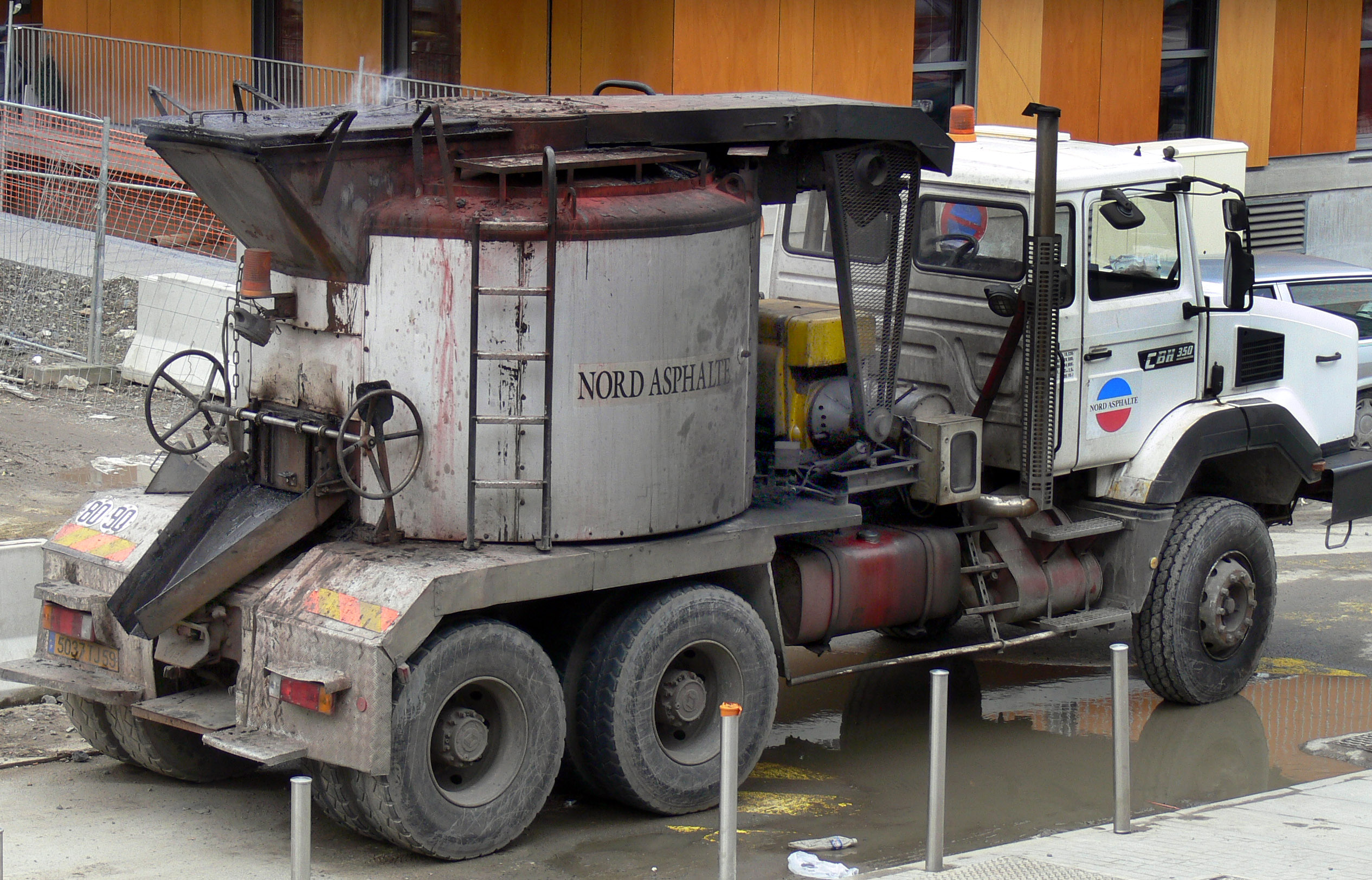
L'asphalte doit être transporté à chaud, dans des camions spéciaux, pour être utilisé assez liquide.

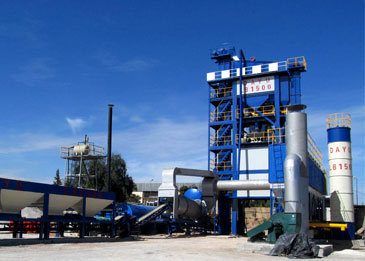
Usine d'asphalte typique.

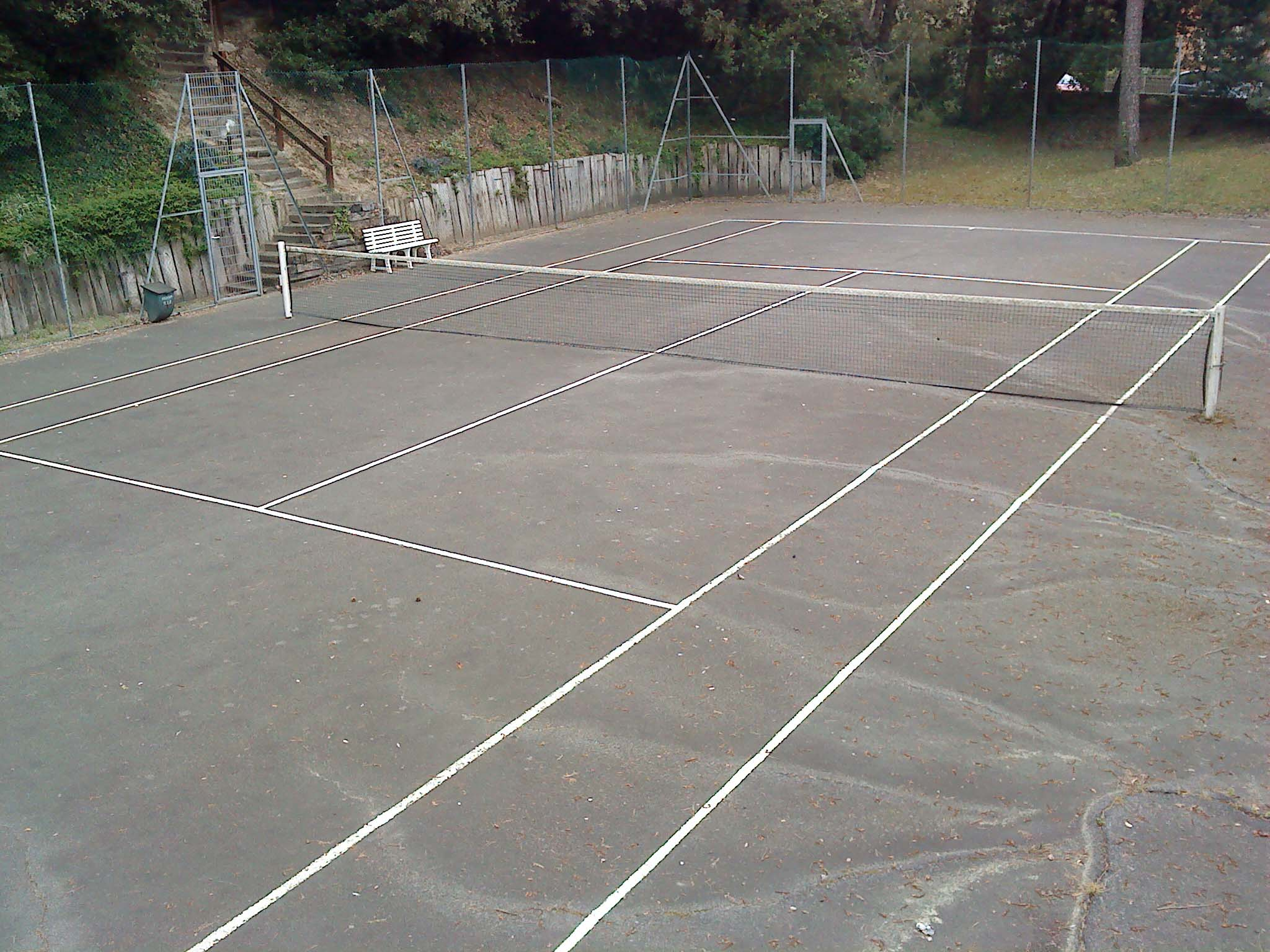
Court de tennis revêtu d'asphalte.

En géologie, les asphaltes naturels (ou bitumes naturels) sont des pétroles extra-lourds de consistance très visqueuse à solide. Ces pétroles ultra-lourds proviennent de kérogène dégradé par la chaleur et ayant migré à partir d'une roche-mère vers une roche réservoir plus poreuse. On les trouve piégés dans des matrices sableuses (sables bitumineux) ou des matrices calcaires (calcaires asphaltiques ou bitumineux créés à la suite de la compression conjointe de ces deux matériaux au cours du temps par des couches supérieures) ; le calcaire est alors imprégné à cœur par le bitume (environ 12 % de bitume). Cette roche est actuellement exploitée sous forme de poudre que l'on incorpore à d'autres formules, à partir de mines ou d'affleurements de surface.
Près de la surface, au contact de l'eau et de l'oxygène qu'elle apporte et via les colonies bactériennes qui s'y développent, le pétrole subit une lente dégradation chimique et biochimique, plus rapide sur les zones d'affleurements de réservoirs, ou en présence de failles ou de zones d'érosion qui auraient exposé une roche riche en pétrole à des conditions permettant sa dégradation.
Une autre hypothèse d'origine géologique est une production de pétrole dans certaines roches-mères elles-mêmes ; à partir des organismes en décomposition anaérobie (nécromasse des coquillages de calcaires zoogènes coquillers par exemple. Cette théorie est notamment soutenue par Jaccard pour l'Urgonien français qui pourrait être à la fois la source de pétrole et sa roche-réservoir, car il ne trouve pas de traces de circulation d'hydrocarbures à partir d'autres couches potentiellement sources (houille ou autres).
Par rapport au pétrole, les asphaltes contiennent moins d'alcanes, ont perdu une partie des cyclanes et des hydrocarbures aromatiques de faible masse moléculaire. Ils sont donc proportionnellement plus riches en résines et asphaltènes. Ils sont souvent enrichis en soufre, azote et métaux lourds (dont nickel et vanadium) et donc source de pollution en cas de combustion.
En tant qu'hydrocarbures, les asphaltes sont trop pâteux pour être extraits par les techniques pétrolières classiques. Des techniques minières classiques (carrière) sont utilisées ou des procédés (polluants et coûteux en énergie) visant à liquéfier les hydrocarbures par traitement thermique (eau chaude ou vapeur surchauffée avec produits chimiques).
Dans les travaux publics, l’asphalte est un mélange de bitume et de granulats. C'est un matériau « fermé » ne comportant pas ou peu de vide, contrairement à l'enrobé bitumineux. L'enrobé constitue la plupart des couches supérieures des chaussées.

## Historique
L'asphalte (ou bitume naturel) est donc connu depuis l'Antiquité. Du bitume chaud (ἀσφάλτῳ θερμῇ / aspháltôi thermêi) est employé pour sceller les briques de terre cuite dans le mur de Babylone, nous dit Hérodote, et il est aussi employé pour étancher les jardins suspendus de Babylone. La Bible raconte que Noé en aurait fait usage pour assurer l'étanchéité de son arche (Gn 6,14). On extrayait de la Mer Morte, appelée alors « lac Asphaltite », du bitume acheminé en Égypte pour l'embaumement des morts.

### France
En France, les gisements d'asphalte furent exploités en Alsace (Merkwiller-Pechelbronn, littéralement fontaine de poix) et à Chanay (Ain), dès la fin du XVIIIe siècle, pour l'étanchéité des fortifications et le graissage des essieux de canon. Au début des années 1820, l'asphalte servit de revêtement pour les trottoirs de Paris et de Londres. Mais son emploi s'est surtout répandu avec le développement de l'automobile (les premiers essais ont eu lieu en Californie et à Monaco vers 1900). L'asphalte permet de réduire considérablement l'usure des chaussées et par conséquent la poussière due à la circulation. Un gisement important, la gilsonite (uk), se trouve dans l'Utah, au sud-ouest des États-Unis. On utilise cet asphalte dans la fabrication de peintures et de laques.
Le dernier gisement (avec d'importantes réserves) qui fut exploité (jusqu’en 2008) en France se trouve près de Nîmes (Gard), mais d'autres sources étaient autrefois exploitées « depuis très longtemps en Savoie, dans le Jura méridional, à Pyrimont à Chanay et à Lovagny, près d'Annecy ». Une autre hypothèse d'origine géologique est une production de pétrole dans certaines roches-mères elles-mêmes ; à partir des organismes en décomposition anaérobie (nécromasse des coquillages de calcaires zoogènes coquillers par exemple. Cette théorie est notamment soutenue par Auguste Jaccard (en) pour l'Urgonien français qui pourrait être à la fois la source de pétrole et sa roche-réservoir, car il ne trouve pas de traces de circulation d'hydrocarbures à partir d'autres couches potentiellement sources (houille ou autres).

## Asphalte en génie civil

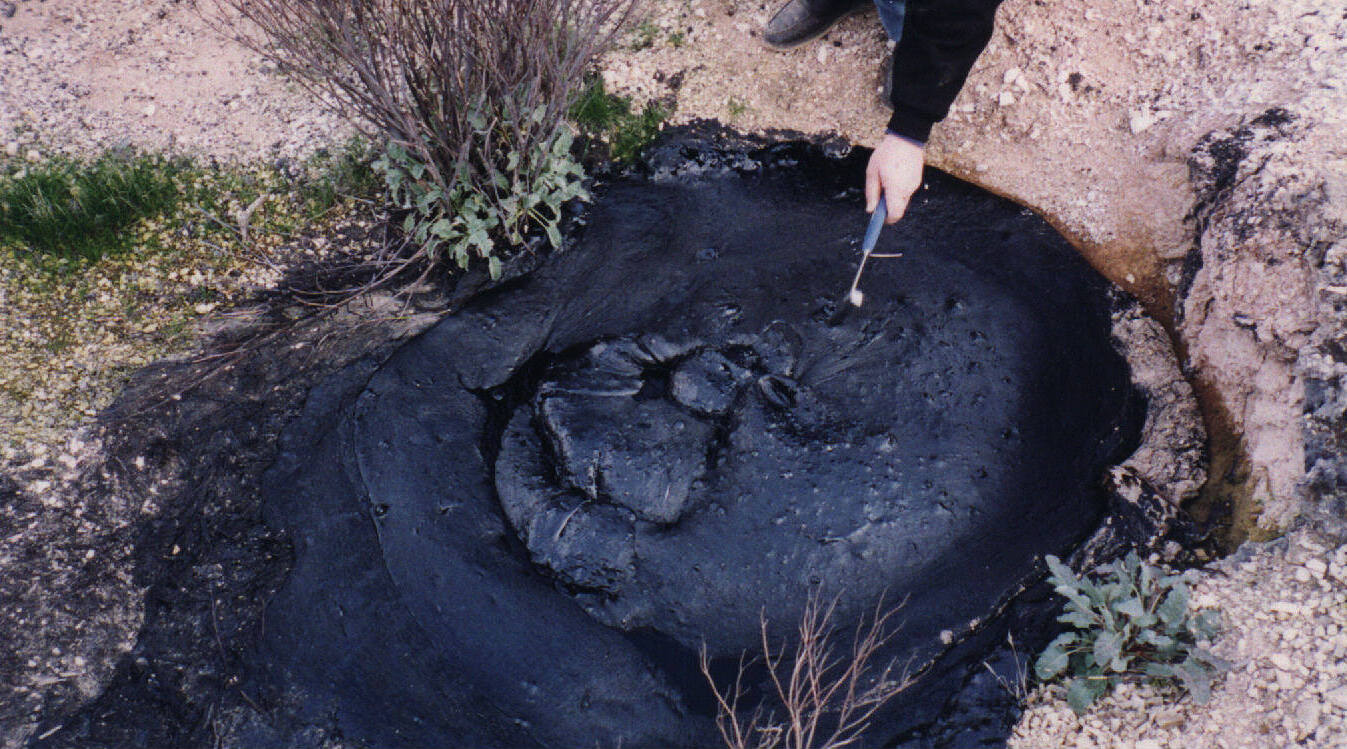
Suintement de goudron à McKittrick, Californie, visible sur Google Maps. Sa surface varie avec la chaleur, et des bulles de gaz y sont parfois enflammées.

« Il revenait en province, méprisant tout ce qui ne foulait pas d’un pied verni l’asphalte du boulevard. » (Flaubert, Madame Bovary, 1857)

### Asphalte d'étanchéité
Les propriétés de l'asphalte sont utilisées dans le domaine de l'étanchéité dans le bâtiment et le génie civil.
Le complexe d'étanchéité classique en génie civil se compose d'une couche de 8 mm d'asphalte pur (poudre d'asphalte) et de bitume appelée « chape » et généralement posée sur du papier perforé sur 15 % de sa surface, puis de 22 mm d'asphalte porphyré (filler + sable + graviers fins + bitume). Ce complexe est utilisé pour l'étanchéité des ponts et terrasses d'ouvrages publics ou constructions de belle qualité. Le papier permet à la chape d'étanchéité de ne pas faire corps avec le support et donc de ne pas se fendre avec lui.
Elle se composait auparavant d'une couche de 5 mm d'asphalte pur et de 15 mm d'asphalte gravillonné, qui a été transformé en monocouche d'environ 17 mm, pour l'étanchéité des toitures ou loggias.
Les matériaux sont chauffés et malaxés puis répandus à température à l'aide d'une raclette en bois pour la chape à 160–180 °C, puis avec une palette (genre de taloche) en bois pour le sablé à 220 °C. Une fois refroidi, le revêtement est lisse au toucher et dur, totalement hermétique à l'air et à l'eau. On le recouvre d'une couche de gravillons de 5 à 8 mm dans les régions sujettes à de grandes variations climatiques. Dans le midi, les terrasses accessibles sont carrelées par-dessus l'asphalte. Cependant l'asphalte est rarement utilisé sur les terrasses accessibles et sur les terrasses d'immeubles du fait de son prix élevé ainsi que de l'importance des moyens matériels à mettre en place. Il est plus adapté aux parkings et aux ouvrages de grande surface.

### Asphalte porphyré
L'asphalte porphyré est un mélange de bitume (environ 6 %), charge (calcaire broyé finement, environ 25 %), sable (environ 40 %) et gravillons (encore appelé « porphyre », environ 27 %).
Cet asphalte, qui est très différent de l'asphalte d'étanchéité, est utilisé sur certains trottoirs (notamment à Paris) ou en tant qu'asphalte de chaussée. L'asphalte porphyré peut être coloré dans la masse pour des raisons esthétiques. C'est notamment le cas pour les trottoirs de la ville de Montpellier (coloré en rouge avec de l'oxyde de fer), dans le sud de la France. L'asphalte porphyré est aussi utilisé comme dallage industriel. Dans ce cas on diminue la proportion de bitume en augmentant la température d'application, ou on ajoute des durcisseurs permettant d'améliorer sa résistance au poinçonnement.

### Mise en œuvre
Avant d'appliquer l'asphalte en génie civil, il faut constituer une assise en béton, suffisamment rigide pour éviter des fluages ou déformations dues au tassement du sous-sol. La chape en béton de portland est épaisse de 10 à 15 cm sur les trottoirs et jusqu'à 25–30 cm en chaussée. L'asphalte (porphyré ou sablé) est fabriqué dans des centrales d'asphalte. Les composants sont mélangés dans un pétrin fixe, le bitume provenant d'une citerne où il est constamment maintenu en fusion (de 90 à 110 °C). Les autres composants (sable, filler calcaire, poudre d'asphalte) sont pesés et introduits progressivement dans le pétrin. Ensuite l'asphalte est transporté sur le chantier dans des pétrins mobiles installés sur des camions qui maintiennent sa température entre 180 et 220 °C, puis étalé manuellement à l'aide d'une « palette » en bois en une épaisseur de 2 à 3 cm. Il est transporté du camion jusqu'au poste de travail de l'applicateur dans des brouettes prévues à cet effet, ou dans des seaux en bois. Dans certains cas, l'application est suivie d'un sablage avec un sable très fin que l'on fait adhérer à l'asphalte encore chaud à l'aide d'une marijeanne (sorte de taloche articulée montée au bout d'un manche). L'asphalte ainsi fini est moins glissant en hiver. À Paris, les bateaux d'entrée de garage sont marqués avec des fers imitant un dallage en losange appelé boucharde, pour faciliter l'adhérence des véhicules. Certains asphaltes de dallages industriels ou de chaussées parcourues par des camions sont renforcés par un filet textile pris dans la masse lors de l'application.

### Source de pollution de l'air
Jusqu'en 2020, dans les régions très urbanisées, la provenance exacte d'une part substantielle des polluants primaires (non identifiés mais à priori liés au pétrole autres que celui brûlé par les véhicules routiers et les chaudières) était encore inconnue.
Jusqu'alors, les fabricants d'asphalte et une ACV (analyse de cycle de vie) postulaient qu'à température ambiante, les émissions polluantes de l'asphalte étaient négligeables en raison d'un processus de fabrication selon eux à même d'y fortement réduire la présence de polluants volatils. Des études avaient porté sur les effets du climat (chaleur) et des conditions ambiantes sur les enrobés bitumineux (y compris certains effets du rayonnement solaire UV),, mais en se limitant aux effets sur les performances mécaniques, esthétiques et/ou de longévité,,, (ou en se contentant de mesurer les seules émissions directes de gaz à effet de serre),.
Une étude de septembre 2020 « suggère que l'asphalte frais est une source importante, mais négligée, de pollution de l'air (les composés organiques aromatiques (~ 30 %) et intermédiaires / semi-volatils (~ 85 %) sont dominants dans les émissions, qui ensemble produisent un aérosol organique secondaire). En fait, la contribution de l'asphalte à ce type de pollution atmosphérique particulaire pourrait rivaliser ou même (en milieu urbain) dépasser celle des voitures et des camions »,. L'asphalte routier frais, mais aussi celui utilisé pour les bardeaux d'asphalte et celui des bitumes liquides utilisés en étanchéité de terrasses et toitures contiennent une grande quantité de composés organiques semi-volatils ; polluants et/ou précurseurs de certains types de pollution de l'air. Sans surprise, selon cette étude, à 60 °C (température fréquemment atteinte en été au soleil), l'asphalte pourrait être une source de polluants à long terme. Une donnée plus surprenante amenée par cette même étude est que la chaleur n'est pas le seul facteur causal ; la luminosité ambiante, même modérée, joue aussi un rôle photochimique, en augmentant fortement des émissions - « quelle que soit la température ». Pour l'asphalte routier, les émissions sont aggravées (jusqu'à + 300 %) sous une lumière solaire modérée. Les COV, sous l'effet de la lumière forment ainsi des aérosols nocifs, qui contribuent notamment à la pollution par l'ozone troposphérique et par les PM 2.5 (it). C'est par temps chaud et ensoleillé que le revêtement routier goudronné contribue le plus à la pollution routière et de l'air ; il a été évalué que rien que dans une partie du sud de la Californie, les COV s'évaporant de l'asphalte pourraient générer de 1 000 et 2 500 t/an de particules de pollution atmosphérique, contre 900 à 1 400 tonnes pour les véhicules à essence et diesel, qui s'ajoutent aux « produits chimiques volatils issus des vaporisation de pesticides, des revêtements, des adhésifs, d'agents de nettoyage, d'émissions des élevages, de parfums et produits de soins personnels, qui, ensemble, contribuent de 4 500 à 9 500 tonnes de particules par an »). Drew Gentner (ingénieur en environnement à l'Université de Yale et pilote de cette étude) précise que les chiffres ci-dessus désignent les émissions directes des pots d'échappement, mais pas les polluant secondaires dont l'ozone généré par cette pollution, faisant qu'au total, les véhicules polluent quand même plus que l'asphalte. Cette étude est la première à lier l'asphalte à une pollution secondaire importante, mais ne permet pas encore de savoir durant combien de temps l'asphalte libère ainsi des COV… qui sont des molécules de grande taille si on les compare aux solvants et COV de petite taille ; cette grande taille implique qu'il leur faut probablement « plus de temps pour s'échapper ».
Cette pollution pourrait être le maillon manquant explicatif de la pollution sans cesse croissante par certains COV et par l'ozone subie par les mégapoles et autres zones urbanisées,. Les auteurs de l'étude rappellent qu'au milieu des années 2010 on utilisait annuellement dans le monde environ 122,5 millions de tonnes d'asphalte.

### Asphaltes techniques innovants
Des revêtements absorbant, filtrant et dépolluant l'eau, ou dépolluant l'air ou encore absorbant fortement le bruit ambiant (asphalte phonoabsorbant) sont en cours de développement et de test.
Ainsi la Ville de Paris, soutenue par l'Europe, teste sur trois sites (dans le cadre du projet « Life - Cool & Low Noise Asphalt ») en 2018 plusieurs formulations proposées par Colas (groupes Bouygues) et Eurovia (groupe Vinci) d'enrobés contre le bruit et pour l'atténuation des îlots de chaleur urbains. Chaque test occupe 200 mètres linéaires de chaussée (pour 1 000 riverains environ des 15e (rue Lecourbe et rue Frémicourt) et 8e arrondissements (rue de Courcelles), avec Bruitparif et le laboratoire Lied de l'université Denis Diderot. Les revêtements phonoabsorbants sont faits de « granulats, de bitumes et d’une part importante (de 15 à 20 %) de vides d’air (pores) permettant l’absorption des ondes sonores. Généralement, une baisse des performances acoustiques est constatée au fil des années de service. Cette baisse serait due au colmatage des pores avec des boues et des résidus d’abrasion,. »

## Distinctions
L'asphalte est distinct :
- du bitume synthétique d'origine pétrolière (sous-produit du raffinage du pétrole) et qui est l'un des composants actuels des enrobés (routiers notamment) d'asphalte ;
- du goudron de houille : d'origine houillère, il était utilisé en lieu et place du bitume, avant que l'on ne prenne conscience qu'il était cancérigène. En anglais, le goudron de houille se dit « coal tar » ;
- de l'enrobé bitumineux, aussi appelé béton bitumineux : c'est ce qui constitue le plus souvent la (ou les) couche(s) supérieure(s) d'une chaussée, (la couche de roulement, la couche de base, et parfois la couche de fondation). La majeure partie des routes et des rues, en France, sont revêtues d'enrobés ;
- du macadam : contrairement à une idée reçue, pour son inventeur (John Loudon McAdam) cette technique d'empierrement de chaussée, qui utilise des pierres cassées liées à la glaise et au sable puis compactées au rouleau compresseur, ne contient aucun liant à base de goudron ou d'asphalte.